# Silvestrovská pecka
Silvestrovská pecka je textová hra pro počítače Sinclair ZX Spectrum a kompatibilní (například Didaktik). Jedná se o hru českého původu, jejím autorem je Michal Wolf. Autorem hudby je Miroslav Hlavička (Scalex). Vydavatelem hry byla společnost Proxima – Software v. o. s., hra byla vydána v roce 1993 jako součást souboru her Tango. Hra je součástí trilogie Silvestrovská pecka, Veselé velikonoce a Happy Birthday.
Hráč ovládá postavu Půllitra Destiloviče, jehož úkolem je zneškodnit časovanou bombu v palírně, kterou tam umístil Protichlastov Léčebnovič. Ke splnění tohoto úkolu má jednu hodinu.